# Antonij (Kripak)
Antonij (světským jménem: Serhij Mychajlovyč Kripak; * 16. února 1977, Čovno-Fedorivka) je ukrajinský duchovní Ukrajinské pravoslavné církve Moskevského patriarchátu, arcibiskup putyvlský a vikář kyjevské eparchie.

## Život
Narodil se 16. února 1977 ve vesnici Čovno-Fedorivka Poltavské oblasti.
Po střední škole byl přijat mezi bratry Hlynské pustyně. Od roku 1997 studoval na Tavrickém duchovním učilišti.
Dne 20. dubna 2002 byl postřižen na monacha se jménem Antonij na počest svatého Antonína Pečerského. Dne 12. května stejného roku byl rukopoložen na jerodiákona a byl jmenován ekonomem a blagočinným pustyně. Dne 19. prosince 2002 byl rukopoložen na jeromonacha.
Dne 26. října 2003 byl povýšen na igumena a 16. dubna 2006 na archimandritu.
Dne 23. prosince 2010 byl jmenován představeným pustyně.
Dne 8. května 2012 byl Svatým synodem Ukrajinské pravoslavné církve zvolen biskupem boroďanským a vikářem kyjevské eparchie. Dne 12. května byl oficiálně jmenován biskupem a následující den proběhla jeho biskupská chirotonie. Hlavním světitelem byl metropolita kyjevský a celé Ukrajiny Volodymyr (Sabodan).
Dne 20. července 2012 mu byl změněn titul na arcibiskup putyvlský.
Dne 17. srpna 2019 byl povýšen na arcibiskupa.